# Decaschistia trilobata
Decaschistia trilobata är en malvaväxtart som beskrevs av Robert Wight. Decaschistia trilobata ingår i släktet Decaschistia och familjen malvaväxter. Inga underarter finns listade i Catalogue of Life.